# Hypoplasie
Die Hypoplasie (von altgriechisch ὑποπλασία, neugriechisch υποπλασία, neulateinisch hypoplasia „unzureichende Zellbildung“) bzw. numerische Atrophie bezeichnet eine genetisch bedingte (angeborene oder anlagebedingte) Unterentwicklung eines Organismus, Organsystems, Organs, Organteils oder Gewebes, die durch die Verminderung der Zahl der ‚Elementarteile‘ (Zellen) einer Anlage (Gewebe, Muskeln usw.) verursacht wird. Im weitesten Sinne ist damit auch der daraus resultierende Funktionsausfall gemeint. Das Gegenteil ist die Hyperplasie.

## Formen
Entwicklungs-, schwangerschafts- und altersassoziierte Formen der Hypoplasie und Aplasie werden auch unter dem Begriff Involution zusammengefasst. Eine strikte Trennung ist im Einzelfall nicht immer möglich.
- Als hypoplastische Konstitution (Status hypoplasticus) fasst man die angeborene Unterentwicklung und Leistungsschwäche verschiedener Körperteile zusammen, des Herzens, der Aorta, der Nebennieren, der Geschlechtsorgane, gewöhnlich mit Vergrößerung des Thymus und mit Hyperplasie des lymphatischen Apparates verbunden (lymphatische Konstitution, Status lymphaticus/thymicolymphaticus),[1] wozu wohl auch die exsudative Diathese gehört.
- Die pulmonale Hypoplasie (hypoplastische Arteria pulmonalis) steht für die zahlen- und größenmäßige Verminderung der Luftwege und Lungenbläschen.